# تومي بليك (لاعب كرة قدم أمريكية)
تومي بليك (بالإنجليزية: Tommy Blake)‏ هو لاعب كرة قدم أمريكية أمريكي، ولد في 15 يناير 1985 في أرانسس باس في الولايات المتحدة.